# Forte da Ladeira Grande
O Forte da Ladeira Grande localizava-se na freguesia da Ribeirinha, concelho de Angra do Heroísmo, na costa sul da ilha Terceira, nos Açores.
Em posição dominante sobre este trecho do litoral, constituiu-se em uma fortificação destinada à defesa deste ancoradouro contra os ataques de piratas e corsários, outrora frequentes nesta região do oceano Atlântico.
Esta estrutura não chegou até aos nossos dias.